# Крецу (Дамбовица)
Крецу (рум. Crețu) насеље је у Румунији у округу Дамбовица у општини Чоканешти. Oпштина се налази на надморској висини од 122 m.

## Становништво
Према подацима из 2002. године у насељу је живело 560 становника, од којих су сви румунске националности.